# Shota Sakaki
Shota Sakaki (født 3. august 1993) er en japansk fodboldspiller, som spiller for den japanske fodboldklub Tochigi SC.